# دان جونز
دان جونز (بالإنجليزية: Dan Jones )‏ (و. 1908 – 1985 م) هو سياسي، من المملكة المتحدة، كان عضوًا في حزب العمال، توفي عن عمر يناهز 77 عاماً.

## مناصب
تولى منصب عضو البرلمان في المملكة المتحدة.